# 樊少皇
樊 少皇 （ルイス・ファン、1973年6月19日‐）は香港出身のテレビドラマ・映画俳優。籍貫は山東省。妻は女優の賈曉晨。

## プロフィール
ショウ・ブラザーズの俳優であった父の樊梅生（ファン・メイシェン）に3歳より武術を習い始める。映画初出演は3歳のときの『法網難逃』。13歳のとき父の出身地である徐州で三年間武術を学ぶ。その後香港に戻り本格的に映画ドラマで活躍をする。武術とアクションだけでなく演技も評価が高く、2009年に『イップ・マン 序章』（原題：葉問）で第28回香港電影金像奨の助演男優賞にノミネートされる。

## 主な出演作
邦題、（原題）、（製作年）の順に記載。

### 映画
- 「法網難逃」（1976年）小恩
- アムステルダム・コネクション「荷蘭賭人頭」（1978年）
- 「覇王別姫」（1981年）程蝶衣（幼年）
- 「日劫」（1983年）雪生（幼年）
- 「木偶奇遇記」（1984年）
- 「教頭發威」（1985年）銅少峰
- 「聴不到的説話」（1986年）小龍
- 「海上花」（1986年）李文傑
- 検事Mr.ハー 俺が法律だ「執法先鋒」（1986年）余志文
- 「再見媽咪」（1986年）無錫輝
- 「東方巨龍」（1988年）
- 「魔域飛龍」（1991年）龍飛
- RIKI-OH/力王「力王」（1992年）リキオウ（雑賀力王）
- プロジェクトS「超級計劃」（1993年）ルン
- 野獣特捜隊「重案實録O記」（1994年）
- 「重案實録：水箱蔵屍」（1994年）
- 生贄2「重案實録：屯門色魔」（1994年）
- 「重案實録：紙醉金迷」（1994年）
- 「初生之犢」（1994年）虎
- 少林寺 達磨大師「達摩祖師」（1994年）慧可
- 「功夫特警」（1995年）連軍
- 「賊王」（1995年）
- 「重案實録：汚點証人」（1995年）
- 「衝破死亡遊戲」（1997年）高華
- 「火武耀揚」（2000年）火武
- 「特工神諜」（2001年）
- 「涙眼殺星之八佰龍兵團」（2001年）龍
- ブラックマスク 武神黒侠「武神黒侠」（2001年）黒侠 傅天明
- 「力王之真正的敵人」（2002年）阿力
- 「力王之黒色擂台」「力王之狂狼」（2002年）王力
- ファイターズ・レガシー「龍騰虎躍」（2002年）白嘯虎
- 「麻辣神探」（2002年）F波
- 「疾風鐵男」（2002年）楊烈
- 「DNA 複製人」（2002年）楊烈
- 「拳王」（2003年）阿力
- 「這個警察不用槍」（2003年）郭少尊
- 「龍拳不敗」 （2003年）利王
- 「力王2之中国拳霸」（2004年）賀申
- 「無間道長」（2004年）小錯
- 少林キョンシー「少林殭屍」（2004年）黒道長
- 「琴魔」（2005年）虚竹
- 「古惑仔：以暴制暴」（2005年）何文泰
- 「少林殭屍 天極」（2006年）趙龍/趙俊
- カンフー無敵「功夫無敵」（2007年）十三郎……兼アクション指導
- 「武僧」（2007年）楊武
- The Moss〜エメラルドの童話〜（CS放映題）「青苔」（2008年）乞丐殺手
- コネクテッド「保持通話」（2008年）唐
- イップ・マン 序章「葉問」（2008年）カム・サンチャウ
- バタフライ・ラヴァーズ「武侠梁祝」（2008年）無名将軍
- カンフーシェフ「功夫厨神」（2009年）ホアン・ジョー
- ギブ・ラブ（CS放映題）「愛得起」（2009年）高服店老板
- On His Majesty's Secret Service（映画祭上映題）「大内密探零零狗」（2009年）曹仁超（曹公公）
- ヲタクな死神 〜妄想と現実〜（CS放映題）「死神傻了」（2009年）哥過児
- 「越光寶盒」（2010年）張飛
- 未来警察 Future X-cops「未來警察」（2010年）カーロン
- ミスコン捜査班〜美麗密令〜（CS放映題）「美麗密令」（2010年）袁子丹
- イップ・マン 葉問「葉問2」（2010年）カム・サンチャウ
- イップ・マン 誕生「葉問前傳」（2010年）イップ・ティンチー
- 「唐伯虎點秋香2」（2010年）無量大師
- 「倩女幽魂」（2011年）夏雪風雷
- ドラゴンゲート 空飛ぶ剣と幻の秘宝「龍門飛甲」（2011年）マー・ジンリャン
- 「跑出一片天」（2011年）
- 「少年英雄之軍権天下」（2012年）
- 「猟仇者」（2012年）
- レジェンド・オブ・トレジャー 大武当 失われた七つの秘宝「大武當」（2012年）水合一
- カンフー・ジャングル「一個人的武林」（2015年）ホン
- バウンティ・ハンターズ「賞金猟人」（2016年）ベベ
- 沈黙の達人「Attrition」（2018年）チェン・マン
- 少林寺 怒りの金剛拳「南少林之怒目金剛」（2021年）蔡炎

### テレビドラマ
- 「南拳北腿」（1995年）黄麒英
- 「英雄貴姓」（1995年）林碟
- 「大刺客之豫譲」（1996年）豫譲
- 「天龍八部」（1997年）虚竹
- 「状王宋世傑」（1997年）洪星
- 「情在艱難歳月中」（1997年）高升
- 「少年英雄方世玉」（1999年）洪熙官
- 「新・少林寺（中国語版）」（1999年）李世民
- 「繾綣仙凡間」（2003年）程咬金
- 「劉姥姥外傳」（2004年）孫耀祖
- 「等你一万年」（2005年）・・・未放映
- 「天地神剣」（2006年）花錯，道間無間，竹児
- 「新一剪梅（英語版）」（2009年）李耿明
- 「楚留香新伝」（2011年）胡鉄花
- 「財神有道」（2011年）明道
- 「北京愛情故事」（2011年）秦皇（ゲスト出演）
- 「王の女たち 〜もうひとつの項羽と劉邦〜」（2011年）子靭大将軍（ゲスト出演）
- 「馬永貞」（2011年）羅湛
- 「狐仙」（2011年）燕赤霞
- 「薛丁山」（2012年）羅通（ゲスト出演）
- 「歩歩殺機」（2011年）小文南の父（ゲスト出演）
- 「水滸人物譜之石将軍石勇」（2012年）石勇
- 「新白髪魔女伝」（2012年）岳鳴珂
- 「盛夏晩晴天」（2012年）夏晩陽（夏晩晴の兄）
- 「新圓月彎刀」（2012年）

## アクション指導
- カンフー無敵「功夫無敵」（2007年）
- 「米高比爾 Blood Bond」（2011年）